# GoToMeeting
GoToMeeting —  веб-сервис, созданный компанией Citrix Online, являющейся подразделением корпорации Citrix Systems. Программа предназначена для удалённого просмотра рабочего стола и проведения веб-конференций, позволяет пользователям общаться с другими людьми через Интернет.

## История
Сервис GoToMeeting был запущен в июле 2004 года калифорнийской компанией Citrix Online.
Вторая версия программы была выпущена в 2005 году и содержала ряд новых функций: возможность записывать разговор для последующего воспроизведения, предоставление общего доступа к отдельным приложениям, средства для рисования на экране и генерации отчетов и другие.
В 2006 году была выпущена третья версия GoToMeeting, которая имела множество функциональных новинок, и  улучшенный интерфейс.
В июле 2008 года вышла четвёртая версия программы, полностью поддерживающая сервисы Mac и VoIP.
В сентябре 2009 года Citrix Online и ассоциация Rotary International объявили о партнёрстве с целью предоставления членам ротари-клубов возможностей общаться и совместно работать через интернет.

## Возможности сервиса
GoToMeeting позволяет предоставить участникам конференции доступ к произвольному приложению, запущенному на компьютере организатора встречи. Принимать участие во встрече можно через несколько различных мессенджеров, таких как Microsoft Outlook и HCL Notes.

## Другие продукты
Линейка продуктов GoToMeeting, помимо одноимённого продукта, включает в себя ещё два. GoToWebinar — программа для создания и проведения вебинаров, в которых могут принимать участие до 1000 человек. GoToMeeting Corporate совмещает функциональность двух других продуктов, а также предоставляет дополнительные инструменты для управления участниками встреч.
Для запуска сеанса используется программа «GoTo Opener», которая устанавливается вместе с GoToMeeting.

## Работа с сервисом
Чтобы создать конференцию, пользователь может воспользоваться значком в области уведомлений Windows или в док-станции Mac. Конференцию можно запустить немедленно или запланировать на будущее. Во время создания необходимо выбрать между конференцией и VoIP или разрешить оба варианта передачи звука.
Организатор конференции может пригласить до 15 участников по телефону или электронной почте. Посетителям не нужно регистрироваться для участия в конференции — достаточно перейти по полученной ссылке или ввести код конференции онлайн. После создания конференции необходимо нажать кнопку «Показать мой экран», чтобы разрешить удалённый просмотр рабочего стола.